# Еднокућево
Еднокућево (мкд. Еднокуќево) је насеље у Северној Македонији, у југоисточном делу државе. Еднокућево је у саставу општине Босилово.

## Географија
Еднокућево је смештено у југоисточном делу Северне Македоније. Од најближег града, Струмице, насеље је удаљено 8 km источно.
Насеље Еднокућево се налази у историјској области Струмица. Насеље је положено у средишњем делу плодног Струмичког поља. Северно од насеља протиче река Струмица. Надморска висина насеља је приближно 215 метара.
Месна клима је блажи облик континенталне због близине Егејског мора (жарка лета).

## Становништво
Еднокућево је према последњем попису из 2021. године имало 634 становника.
До средине 20. века Турци су били једино становништво у насељу, али су се већином спотнано иселили у матицу. Састав становништва по последњем попису је следећи:
| Национални састав према попису из 2021.‍ | Национални састав према попису из 2021.‍ | Национални састав према попису из 2021.‍ | Национални састав према попису из 2021.‍ | Национални састав према попису из 2021.‍ |
| --------------------------------------- | --------------------------------------- | --------------------------------------- | --------------------------------------- | --------------------------------------- |
|                                         |                                         |                                         |                                         |                                         |
| Македонци                               | Македонци                               |                                         | 473                                     | 74,6%                                   |
| Турци                                   | Турци                                   |                                         | 127                                     | 20%                                     |

Претежна вероисповест месног становништва је православље, а мањинска ислам.